# Leucoma maria
Leucoma maria is een vlinder uit de familie spinneruilen (Erebidae), onderfamilie donsvlinders (Lymantriinae). De wetenschappelijke naam van deze soort is voor het eerst geldig gepubliceerd in 1896 door Kirby.
De soort komt voor in tropisch Afrika.